# Nakurubia sacculata
Nakurubia sacculata är en fjärilsart som beskrevs av Boris Ivan Balinsky 1994. Nakurubia sacculata ingår i släktet Nakurubia och familjen mott. Inga underarter finns listade i Catalogue of Life.